# 加拿大奥林匹克委员会
加拿大奥林匹克委员会（英語：Canadian Olympic Committee，IOC编码：CAN）是代表加拿大的国家奥林匹克委员会。加拿大奥林匹克委员会成立于1904年，并于1907年获得国际奥林匹克委员会的认可。该组织也是泛美体育组织的成员。

## 外部连结
- 官方网站 （英文）